# Majdan Górny
Majdan Górny – wieś w Polsce położona w województwie lubelskim, w powiecie tomaszowskim, w gminie Tomaszów Lubelski.
We wsi wydzielono dwa sołectwa: Majdan Górny I i Majdan Górny II. Według Narodowego Spisu Powszechnego z roku 2011 wieś liczyła 1013 mieszkańców.
Do 1954 roku istniała gmina Majdan Górny. W latach 1954–1968 wieś należała i była siedzibą władz gromady Majdan Górny, po jej zniesieniu w gromadzie Tomaszów. 
W latach 1975–1998 miejscowość administracyjnie należała do województwa zamojskiego.
Wierni Kościoła rzymskokatolickiego należą do parafii Zwiastowania Najświętszej Maryi Panny w Tomaszowie Lubelskim.

## Części wsi
| SIMC    | Nazwa                 | Rodzaj    |
| ------- | --------------------- | --------- |
| 0902270 | Majdan Górny Drugi    | część wsi |
| 0902286 | Majdan Górny Pierwszy | część wsi |

## Historia
Wieś pojawiła się w spisie miast, wsi, osad Królestwa Polskiego jako Maydan Górny, który posiadał wówczas 133 domy i 776 mieszkańców. W drugiej połowie XIX wieku wieś opisano jako Majdan Górny alias Gómo-Majdan, wieś w pow. tomaszowski, gminie Majdan górny, parafii Rachanie. We wsi była szkoła początkowa 1-klasowa ogólna. Według Towarzystwa Kredytowego Ziemskiego folwark Majdan Górny był rozległy na mórg 1736 w folwarku były cegielnia i pokłady kamienia wapiennego. Folwark ten w roku 1869 oddzielony został od dóbr Łaszczówka.
Według danych z 1884 gmina Majdan Górny należała do sądu gminnego okręgu I w Tarnowatce, z najbliższą stacją pocztową w Tomaszowie. Miała obszar 13380 mórg w gminie mieszkało 4289 osób. W gminie były: 4 szkoły początkowe 4 młyny wodne, browar i cegielnia. W skład gminy wchodziły w II połowie XIX wieku wsie: Łaszczówka, Majdan Górny, Majdan Typiński, Niedzieżew, Podhorce, Przeorsk, Ruda Wołoska, Ruda Żelazna, Sznury (obecnie część Tomaszowa Lubelskiego) i Typin.

## Urodzeni w Majdanie Górnym
- Jan Śrutwa, biskup, pierwszy ordynariusz diecezji zamojsko-lubaczowskiej.
- Jan Świtka, profesor prawa na Katolickim Uniwersytecie Lubelskim